# Elazığ (provins)

Karta över Turkiet med Elazığ markerat.

Elazığ är en provins i den östra delen av Turkiet. Den har totalt 569 616 invånare (2000) och en area på 9 281 km². Provinshuvudstad är Elazığ, före armeniska folkmordet 1915 generellt känd som Kharput.